# 졸타우

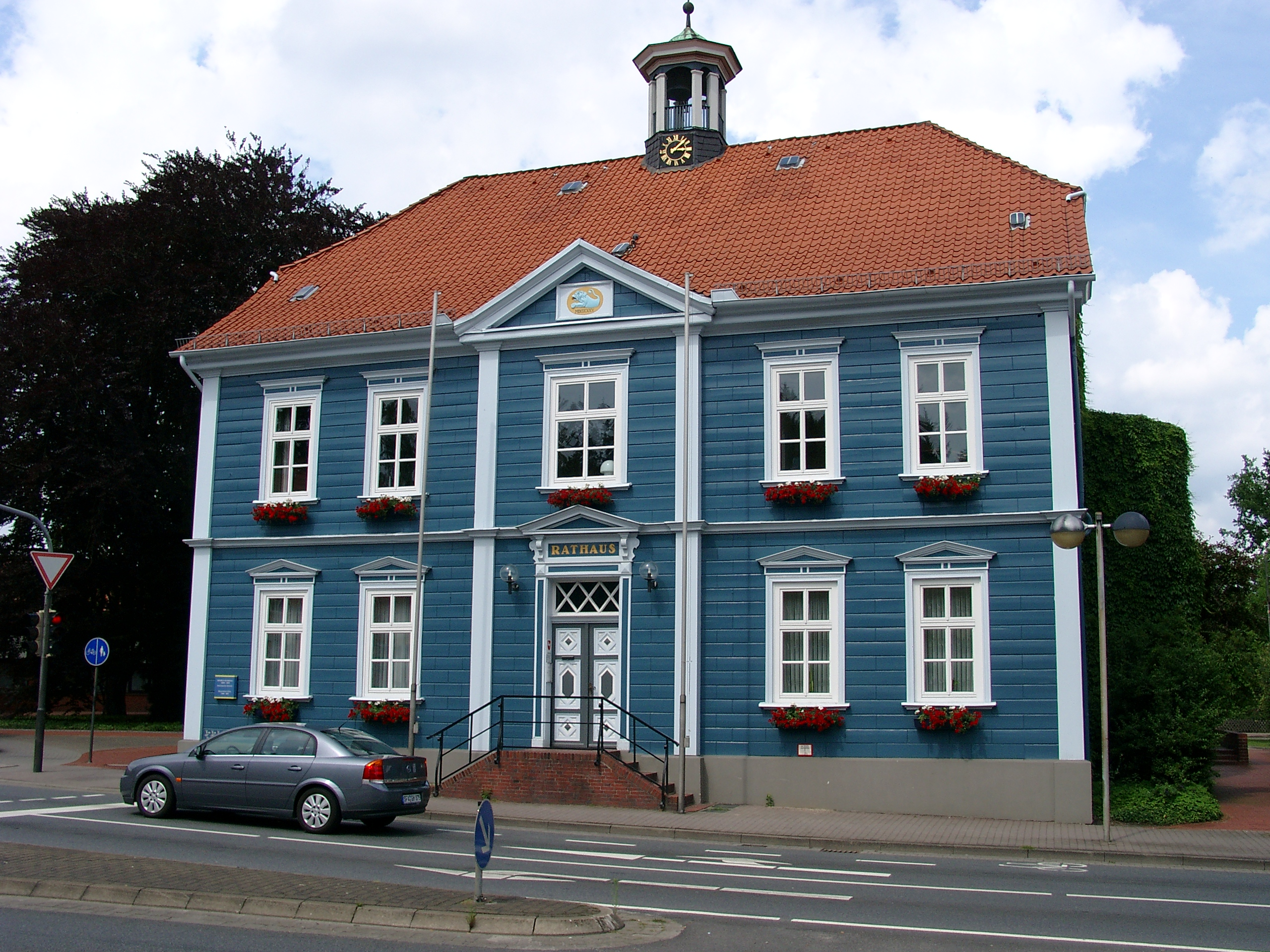

졸타우(Soltau)는 독일 니더작센주의 도시이다.